# Labeoninae
Die Labeoninae, im deutschen auch als Fransenlipper, Saugbarben oder Lippenbarben bezeichnet, sind eine Unterfamilie der Karpfenfische (Cyprinidae) (zwischenzeitlich auch Tribus Labeonini). Sie kommen mit 350 bis 400 Arten in Vorderasien, auf dem Indischen Subkontinent, in Südostasien westlich der Wallace-Linie (nicht auf den Philippinen) und mit den beiden artenreichsten Gattungen Labeo und Garra auch im tropischen Afrika südlich der Sahara sowie im Nil vor.

## Merkmale
Bei den Labeoninae handelt es sich um kleine bis mittelgroße Karpfenfische, die einen langgestreckten, oft an starke Strömungen angepassten Körper, eine gegabelte Schwanzflosse und ein unterständiges Maul haben. Unter allen Karpfenfischen zeigen sie die größte Diversität hinsichtlich der Morphologie ihrer Lippen und anderer das Maul betreffender Strukturen, z. B. die Rostralfalte, die die Oberlippe zum größten Teil bedeckt. Hinter der Unterlippe kann sich eine Saugscheibe befinden, die es den Fischen ermöglicht sich in stark strömendem Wasser an festen Substraten anzuheften. Labeonini-Arten werden drei bis 90 cm lang, der meisten bleiben unterhalb einer Länge von 20 cm.

## Gattungen

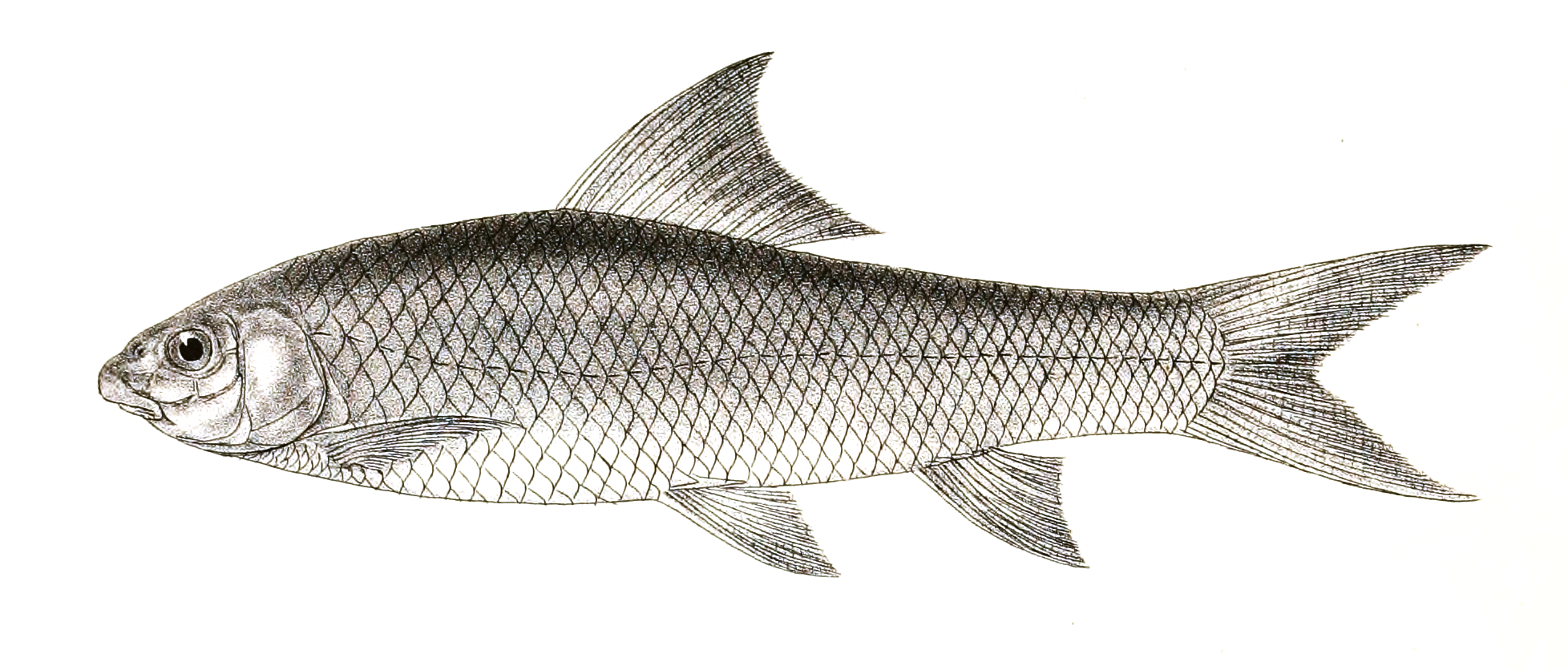
Bangana diplostoma

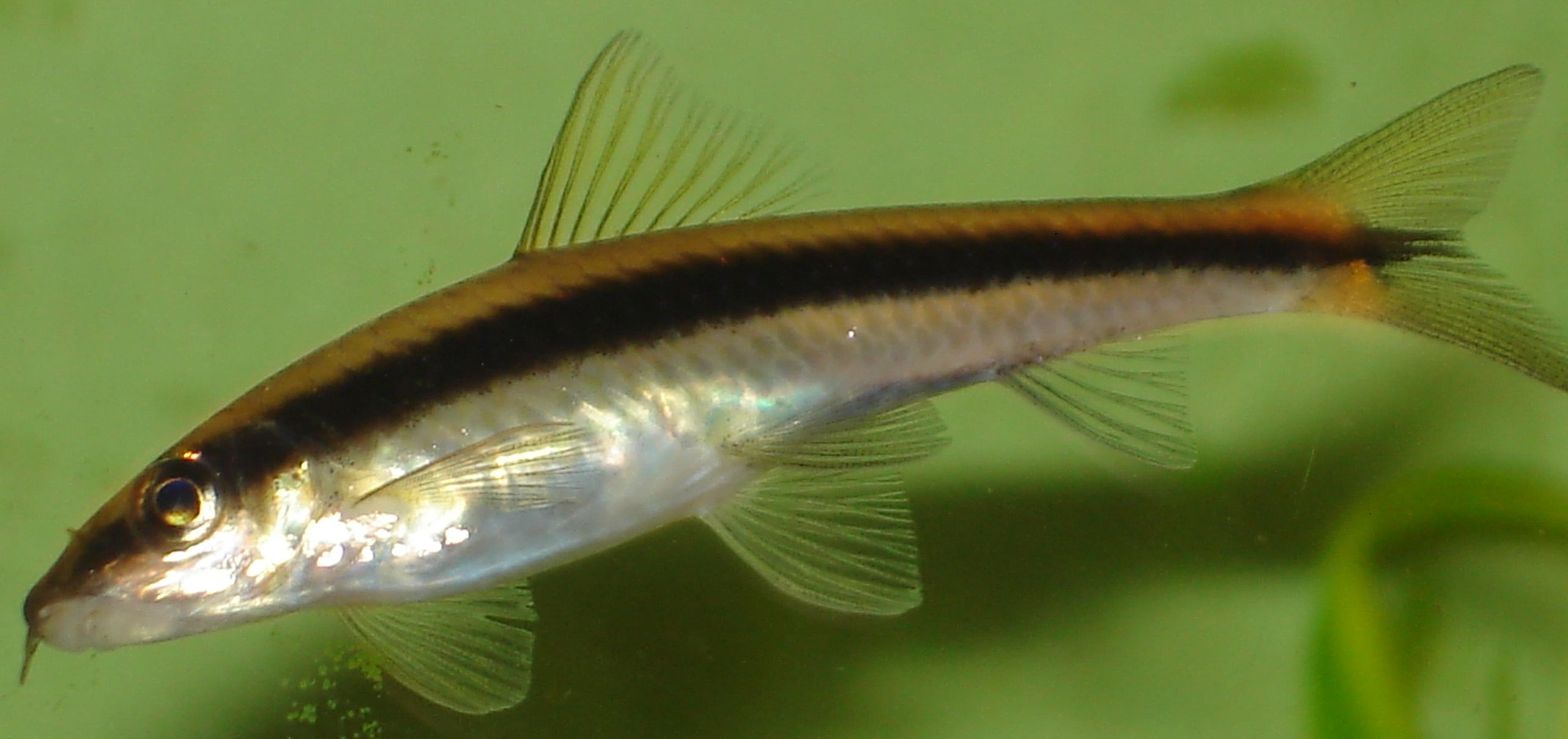
Siamesische Rüsselbarbe (Crossocheilus oblongus)

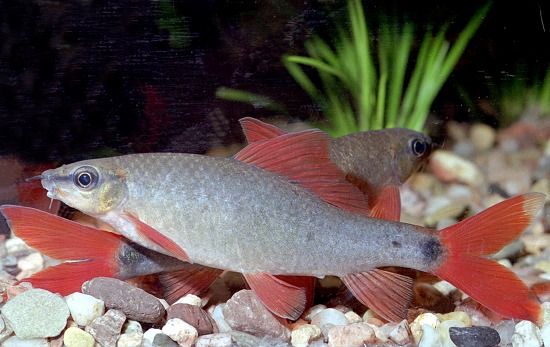
Zügelfransenlipper (Epalzeorhynchos frenatus)

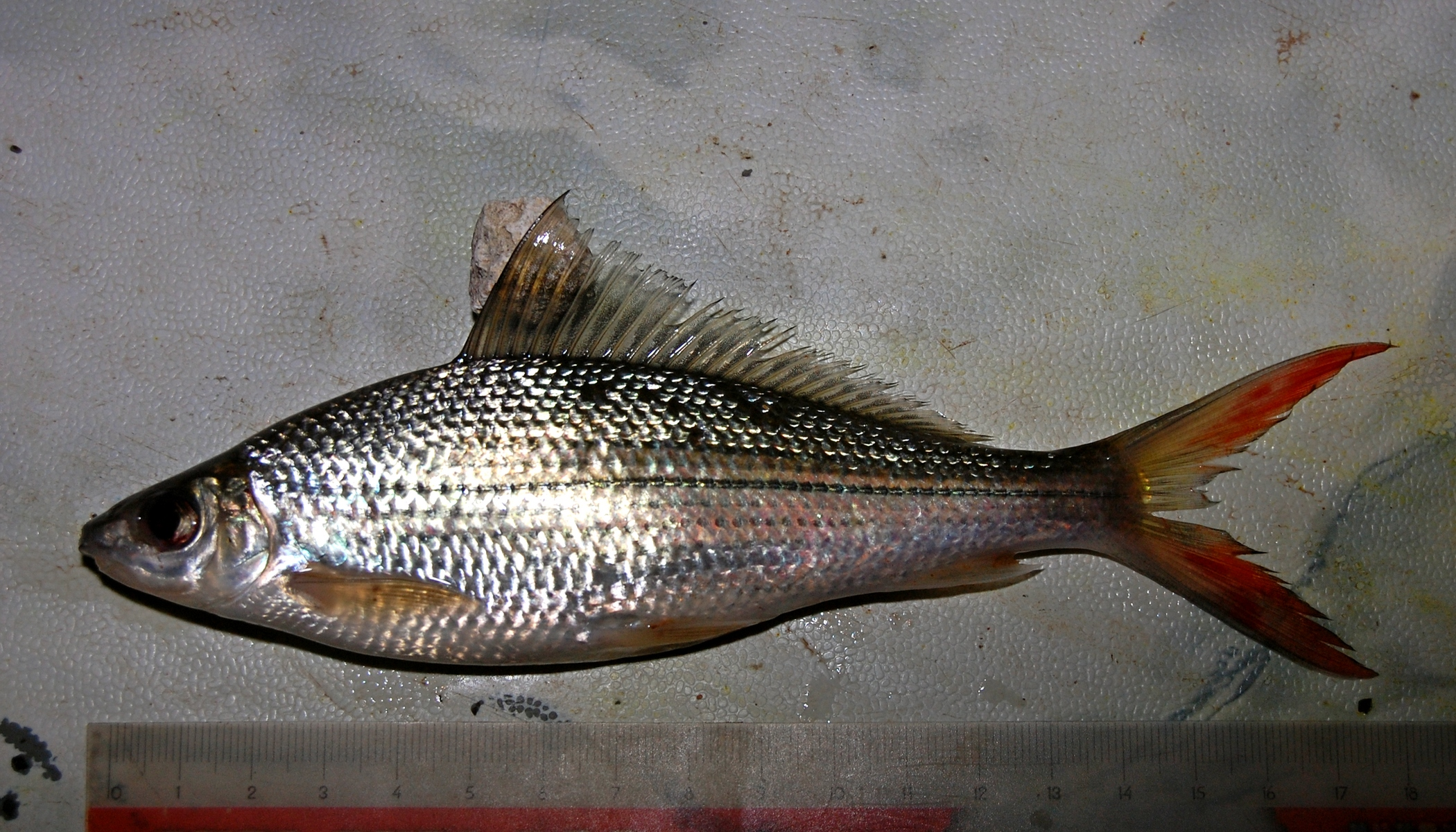
Labiobarbus fasciatus

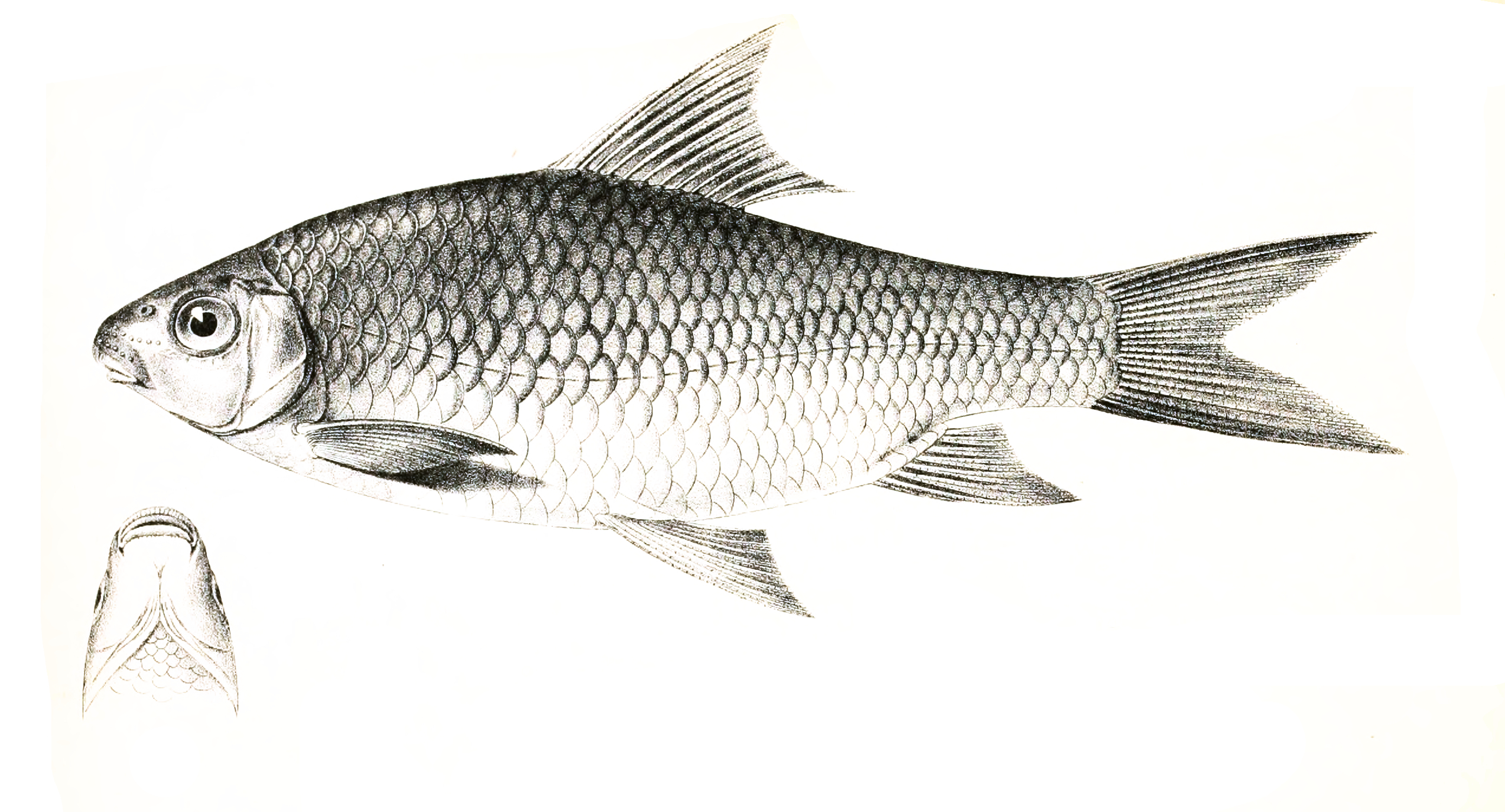
Osteochilichthys thomassi

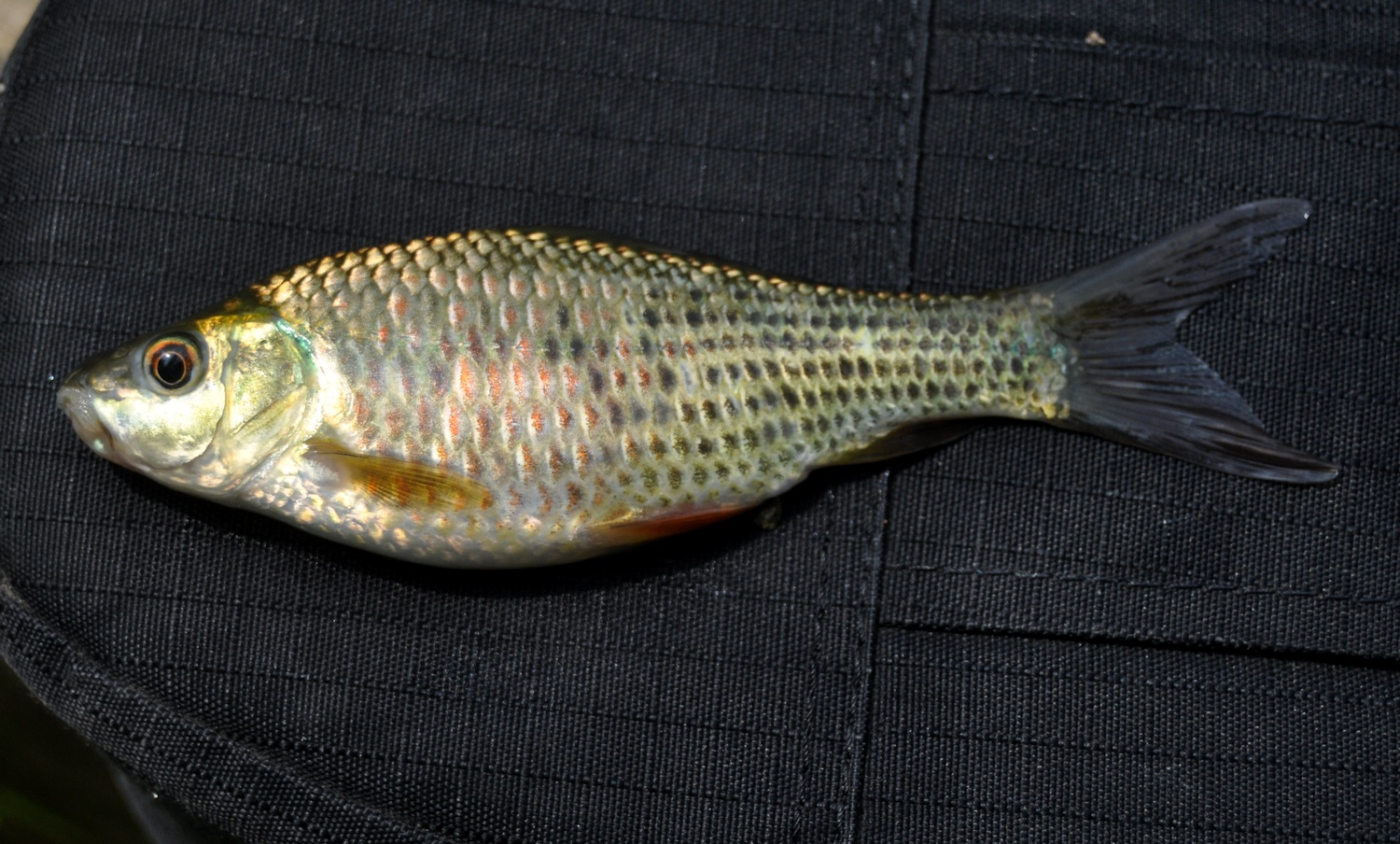
Osteochilus vittatus

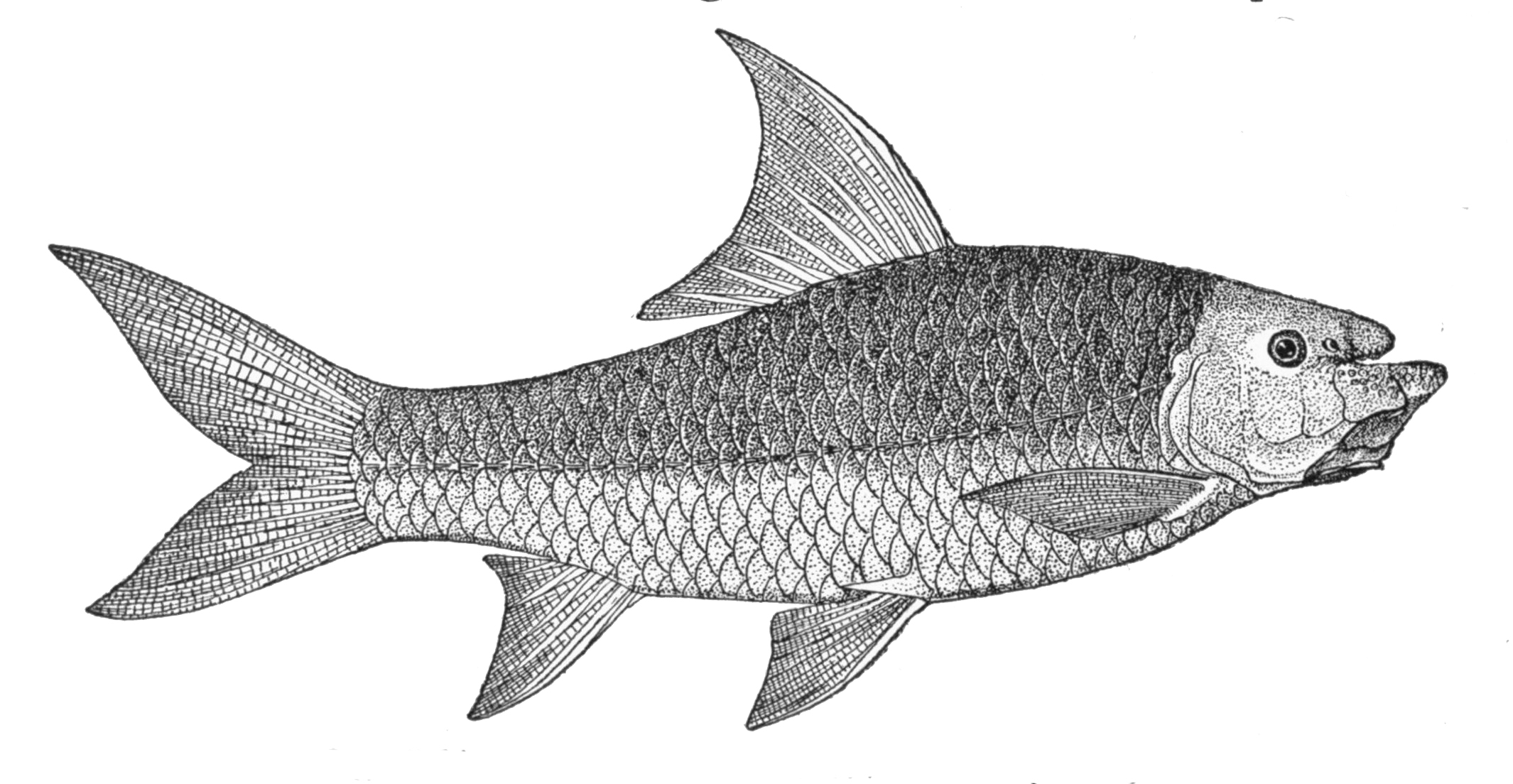
Schismatorhynchos heterorhynchos

Insgesamt wurden etwa 35 Gattungen mit 350 bis 400 Arten den Labeoninae zugeordnet. Zwei der Gattungen Labeo und Garra enthalten mehr als die Hälfte der Arten.
- Akrokolioplax Zhang & Kottelat, 2006
- Altigena Burton 1934
- Bangana Hamilton, 1822
  - Bangana behri Fowler, 1937
- Barbichthys Bleeker, 1860
- Catla Valenciennes, 1844
- Cirrhinus Oken (ex. Cuvier), 1817
  - Cirrhinus molitorella Valenciennes, 1844
- Cophecheilus Zhu, Zhang, Zhang & Han, 2011
- Crossocheilus Kuhl & van Hasselt in van Hasselt, 1823
- Decorus Zheng et al., 2019
- Discocheilus Zhang, 1997
- Discogobio Lin, 1931
- Epalzeorhynchos Bleeker, 1855
- Fivepearlus Yang et al., 2017
- Garra Hamilton, 1822
- Gonorhynchus McClelland, 1838
- Henicorhynchus Smith, 1945
- Holotylognathus Fowler, 1934
- Hongshuia Zhang, Xin & Lan, 2008
- Horalabiosa Silas, 1954
- Incisilabeo (Fowler 1937)
- Labeo Cuvier, 1816
- Labiobarbus van Hasselt, 1823
- Lanlabeo Yao et al., 2018
- Linichthys Zhang & Fang 2005
- Lobocheilos Bleeker, 1853
- Longanalus Li, 2006
- Mekongina Fowler, 1937
- Paracrossocheilus Popta, 1904
- Parapsilorhynchus Hora, 1921
- Paraqianlabeo Zhao et al., 2014
- Parasinilabeo Wu, 1939
- Prolixicheilus Zheng et al., 2016
- Pseudocrossocheilus Zhang & Chen, 1997
- Pseudogyrinocheilus Fang, 1933
- Ptychidio Myers, 1930
- Qianlabeo Zhang & Chen, 2004
- Osteochilus Günther, 1868
- Rectoris Lin, 1933
- Schismatorhynchos Bleeker, 1855
- Semilabeo Peters, 1880
- Sinigarra Zhang & Zhou, 2012
- Sinilabeo Rendahl, 1932
- Sinocrossocheilus Wu, 1977
- Speolabeo Kottelat, 2017
- Stenorynchoacrum Huang et al., 2014
- Tariqilabeo Mirza & Saboohi, 1990
- Typhlogarra Trewavas 1955
- Vietnamia Nguyễn et al., 2016
- Vinagarra Nguyen & Bui, 2009
- Zuojiangia Zheng et al., 2018

## Nutzung
Große Labeoninae-Arten werden gefischt und dienen der menschlichen Ernährung, die Arten der Gattung Epalzeorhynchos sind beliebte Aquarienfische. Die Rötliche Saugbarbe (Garra rufa) wird zur Hautpflege eingesetzt.